# Bawku
Koordinaten: 11° 4′ N, 0° 15′ W

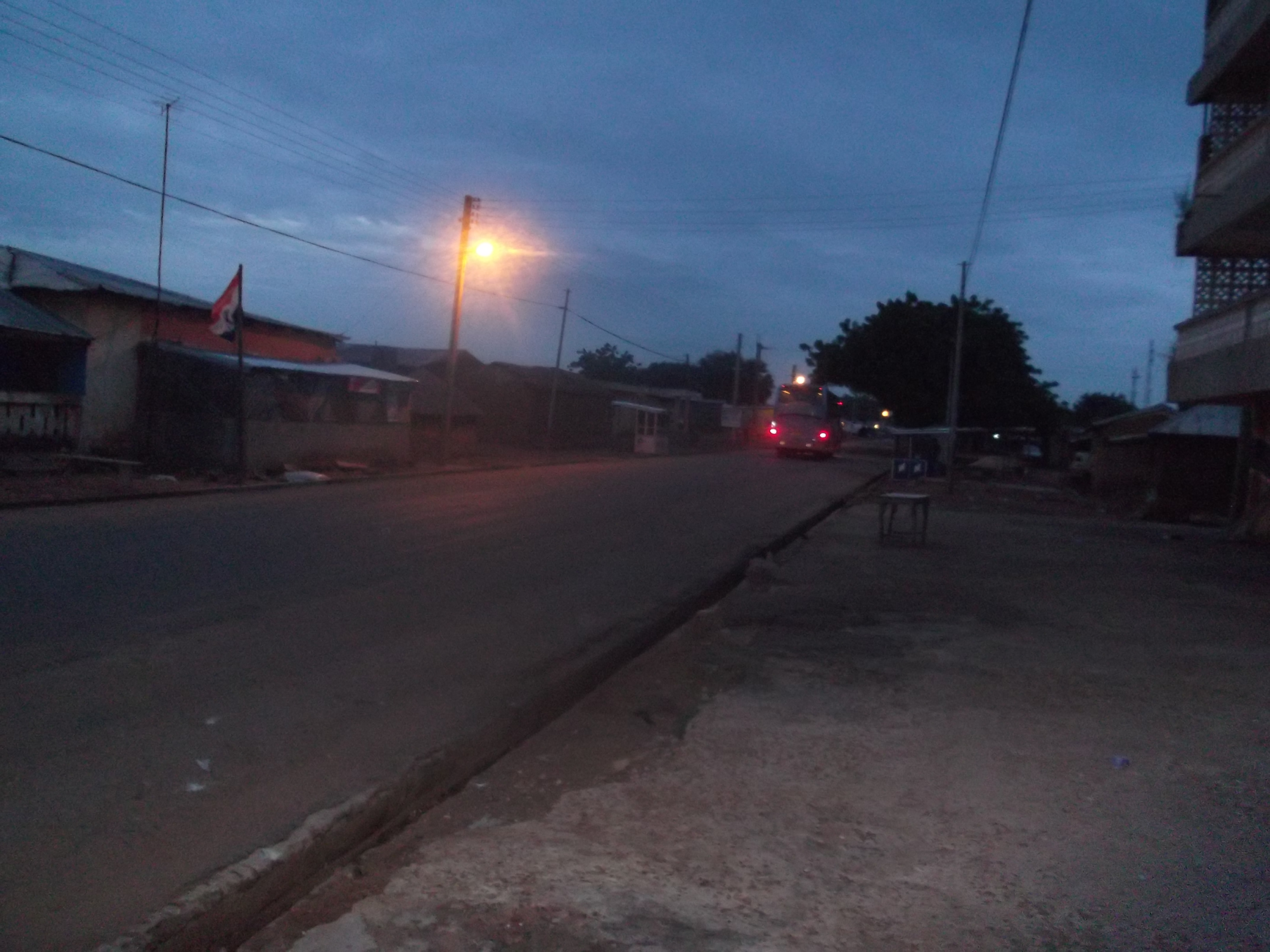
Straße in Bawku (2012)

Bawku ist eine Stadt in der Upper East Region im westafrikanischen Staat Ghana. Es ist die Hauptstadt des Bawku Municipal Districts. Sie liegt auf einer Höhe von 252 m ü. d. M. im äußersten Nordosten von Ghana, nur jeweils etwa 10 km von den Grenzen zu Burkina Faso und zu Togo entfernt.
Bei der letzten Volkszählung in Ghana im Jahr 2010 lebten 60.755 Menschen in der Stadt. Damit liegt Bawku auf Platz 22 der größten Städte Ghanas.
Das in Bawku gelegene presbyterianisch geführte Krankenhaus wurde 1953 erbaut; es verfügt über 256 Betten und dient aufgrund der Lage in der Nähe der Grenze zu Burkina Faso und Togo auch für die Nachbarländer als wichtiges Gesundheitszentrum.

## Einwohnerentwicklung
Die folgende Übersicht zeigt die Einwohnerzahlen nach dem jeweiligen Gebietsstand seit der Volkszählung 1970.
| Jahr | Einwohner |
| ---- | --------- |
| 1970 | 20.567    |
| 1984 | 34.074    |
| 2000 | 51.379    |
| 2010 | 61.151    |

## Nachweise
1. ↑  Ghana Statistical Service, 2010 Population and Housing Census – Bawku 20Municipality, S. 68 (Memento des Originals vom 5. März 2016 im Internet Archive)  Info: Der Archivlink wurde automatisch eingesetzt und noch nicht geprüft. Bitte prüfe Original- und Archivlink gemäß Anleitung und entferne dann diesen Hinweis., abgerufen am 31. Januar 2018
2. ↑  Ghana: Regionen & Städte - Einwohnerzahlen, Karten, Grafiken, Wetter und Web-Informationen. Abgerufen am 6. Januar 2019.